# Dripping Springs (Arizona)
Dripping Springs – jednostka osadnicza w Stanach Zjednoczonych, w stanie Arizona, w hrabstwie Gila.